# 黃永棋
黃永棋（英語：Vincent Wong Wing Ki，1990年3月18日—），本名黃書棋，香港退役男子羽毛球運動員。妻陳祉嘉同為香港羽球運動員。

## 簡歷
黃永棋在香港土生土長，父母均為印尼華僑，主理的印尼餐廳聞名觀塘區。黃永棋自11歲起已每年抽空到印尼球會練球，近年的練球對手，更是其偶像兼昔日「林丹殺手」陶菲克，勉強算是這位「印尼球王」的徒弟。
黃永棋早年就讀聖公會基顯小學，小三開始入選羽毛球校隊，至小五時開始跟私人教練訓練；到上中學時被選入香港體育學院，一年後更入選香港羽毛球隊青年軍。到中三時，其時正就讀喇沙書院的黃永棋毅然決定輟學當全職運動員。

### 2008年－2010年
2008年，黃永棋贏得亞洲青年羽毛球錦標賽男單季軍，之後他轉戰成年組，並在同年11月首度出戰超級系列賽的賽事香港羽毛球公開賽，成功躋身八強；惜最後負於奧運冠軍印尼的陶菲克出局。
2009年8月，在新西蘭羽毛球公開賽以0比2敗於隊友陳仁傑，僅得男單亞軍。
2010年11月，黃永棋代表香港出戰廣州亞運會，參加羽毛球比賽的男子雙打（夥拍：梁雋堯）及男子團體項目。

### 2011年
2011年3月，黃永棋再次在新西蘭羽毛球公開賽的決賽飲恨，以0比2（19-21、19-21）敗於日本的武下利一，僅得男單亞軍。同年11月，他出戰丹麥羽毛球首要超級賽，先在首輪淘汰韓國的名將李炫一，其後在十六強以2比1淘汰世界排名第二的林丹，一戰成名，旋即被中國大陸媒體的廣泛追訪。黃永棋在後來的訪問中說：「坦白說，那場比賽林丹出了幾成力，大家心中有數。之後幾次再對他，他認真作戰，我完全不夠打。」在2011年香港羽毛球超級賽男子單打賽中，黃永棋在次圈賽事被林丹連續兩盤以21-16擊敗淘汰出局。
2012年3月，在德國羽毛球公開賽男單賽事，黃永棋首圈以2:0淘汰印尼的索尼·昆科羅，16強再以21:9和21:17戰勝2010年度世界冠軍，中國名將陳金，不過之後以0:2不敵丹麥的約根森，8強止步。

### 2012年
2012年5月2日，黃永棋排名升至第19位。由於前18位球手中，其中5位不符合奧運參賽要求，所以黃永棋將獲第16號種子身份代表香港出戰英國倫敦舉行的奥林匹克运动会羽毛球比賽男子單打賽事。在小組賽階段，黃永棋在F組首戰旗開得勝，以2比0（21-10、21-8），擊敗了烏干達的埃德温·埃基林。隨後，黃永棋迎戰法國的布里斯·利弗德斯，結果直落兩局以21-11及21-16勝出，兩戰全勝，順利晉級淘汰賽；但在首輪賽事便以0比2（17-21、17-21）負於賽事3號種子、中國的諶龍出局，16強止步。賽後，黃永棋表示滿意自己在今場的表現，認為自己在後場攻擊有相當威脅性，目標在今年年底前打入世界前10名，並期望能夠在兩年後的亞運會及下屆奧運贏得獎牌。對手諶龍亦認為黃永棋較兩人上次交手時有好大進步，今次是盡全力才能將他擊敗。

### 2013年
黃永棋在年內一直被右肩及大腿傷患困擾，而帶傷上陣亦拖累成績，只可減輕訓練量控制。
2013年8月，黃永棋參加中國廣州舉行的世界羽毛球錦標賽，以12號種子身分出戰男子單打項目，但在首圈就以1比2（20-22、21-17、15-21）負於印度的阿贾伊·贾亚拉姆出局。

### 2021年
2021年9月5日，第14屆中國全國運動會羽毛球賽事在西安開鑼，港隊在男、女團附加賽分別與山東隊及廣東隊爭奪出線小組賽。港羽男團憑著黃永棋在第5場的爆發性表現，最終於落後1場下反勝山東隊，並將出戰小組賽。
黃永棋表示冀能出戰2022年亞運會及2024年巴黎奧運會，一方面作為運動員的目標，去到更高的高峰；同時間希望自己的女兒能夠看到爸爸以運動員的身份出賽，成為她的驕傲。
2022年8月18日，黃永棋決定，以月底舉行的2022年世界羽毛球錦標賽作為告別賽，賽後將結束17年港隊生涯。黃永棋解釋因為「排名解凍」，會失去所有排名，未來的大賽他將不符合資格，是次世錦賽是他代港出戰的最後機會。他與教練原來計劃續戰今年舉辦的2022年亞運會，惟亞運因疫情關係延期一年，他坦言，疫情期間狀態不斷下跌，如果想重回巔峰狀態，需要花費很多的資源及時間，倒不如將機會讓給年輕球員。

## 家庭生活
2020年2月19日，黃永棋在社交網站宣佈太太陳祉嘉誕下女兒。

## 主要比賽成績
只列出曾進入準決賽的國際賽事成績：
| 年份   | 賽事                     | 公開賽級別 | 項目     | 成績   |
| ------ | ------------------------ | ---------- | -------- | ------ |
| 2008年 | 亚洲青年羽毛球錦標賽     | 其他       | 混合團體 | 季軍   |
| 2008年 | 亚洲青年羽毛球錦標賽     | 其他       | 男子單打 | 季軍   |
| 2009年 | 紐西蘭羽毛球大獎賽       | 大獎賽     | 男子單打 | 亞軍   |
| 2010年 | 新加坡羽毛球國際系列賽   | 國際系列賽 | 男子單打 | 準決賽 |
| 2011年 | 紐西蘭羽毛球國際挑戰賽   | 國際挑戰賽 | 男子單打 | 亞軍   |
| 2011年 | 加拿大羽毛球大獎賽       | 大獎賽     | 男子單打 | 準決賽 |
| 2011年 | 印度羽毛球黃金大獎賽     | 黃金大獎賽 | 男子單打 | 準決賽 |
| 2013年 | 韓國羽毛球首要超級賽     | 首要超級賽 | 男子單打 | 準決賽 |
| 2013年 | 美國羽毛球黃金大獎賽     | 黃金大獎賽 | 男子單打 | 亞軍   |
| 2013年 | 東亞運動會羽毛球比賽     | 其他       | 男子團體 | 銀牌   |
| 2014年 | 加拿大羽毛球大獎賽       | 大獎賽     | 男子單打 | 準決賽 |
| 2014年 | 美國羽毛球黃金大獎賽     | 黃金大獎賽 | 男子單打 | 準決賽 |
| 2014年 | 澳門羽毛球黃金大獎賽     | 黃金大獎賽 | 男子單打 | 亞軍   |
| 2015年 | 德國羽毛球黃金大獎賽     | 黃金大獎賽 | 男子單打 | 準決賽 |
| 2015年 | 碧特博格羽毛球黃金大獎賽 | 黃金大獎賽 | 男子單打 | 亞軍   |
| 2016年 | 越南羽毛球大獎賽         | 大獎賽     | 男子單打 | 冠軍   |
| 2016年 | 韓國羽毛球超級賽         | 超級賽     | 男子單打 | 準決賽 |
| 2017年 | 馬來西亞羽毛球首要超級賽 | 首要超級賽 | 男子單打 | 準決賽 |
| 2017年 | 丹麥羽毛球首要超級賽     | 首要超級賽 | 男子單打 | 準決賽 |
| 2019年 | 印尼羽毛球公開賽         | 超級1000賽 | 男子單打 | 準決賽 |

| 2007-2017年 | 首要超級賽 | 超級賽 | 黃金大獎賽 | 大獎賽 | 國際挑戰賽 | 國際系列賽 | 未來系列賽 | 其他 |

| 2018-2026年 | 總決賽 | 超級1000賽 | 超級750賽 | 超級500賽 | 超級300賽 | 超級100賽 | 國際挑戰賽 | 國際系列賽 | 未來系列賽 | 其他 |

### 奧運會和世錦賽參賽紀錄
|          | 2011 | 2012 | 2013 | 2014 | 2015 | 2016 | 2017 | 2018 | 2019 | 2020 | 2021 | 2022 |
| -------- | ---- | ---- | ---- | ---- | ---- | ---- | ---- | ---- | ---- | ---- | ---- | ---- |
| 男子單打 | 64強 | 16強 | 64強 | －   | －   | －   | 8強  | 64強 | －   | －   | －   | 32強 |

## 外部連結
- 黃永棋的Facebook專頁
- 黃永棋的Instagram帳戶
- 運動員資料 - 黃永棋[永久]